# Station Nishinakajima-Minamigata
Station Nishinakajima-Minamigata (西中南方駅, Nishinakajima-Minamigata-eki) is een metrostation in de wijk Yodogawa-ku in de Japanse stad Osaka. Het wordt aangedaan door de Midosuji-lijn. Het station heeft twee zijperrons en ligt loodrecht op het station Minamikata van de Hankyu Kyoto-lijn. De stations zijn te onderscheiden door een subtiel verschil in de naamgeving: Minamigata voor de Midosuji-lijn en Minamikata voor de Hankyu Kyoto-lijn. De karakters worden echter hetzelfde geschreven.

## Treindienst

### Metro van Osaka(stationsnummer M14)
| 1 | ■Midosuji-lijn | richting Umeda, Namba, Tennōji en Nakamozu |
| 2 | ■Midosuji-lijn | richting Esaka                             |

## Geschiedenis
Het station werd in 1964 geopend.

## Overig openbaar vervoer
- Station Minamikata van de Hankyu Kyoto-lijn
- Bussen 41, 93, 104 en 104A